# Библиография на Робърт Джордан
Това е списък с произведенията на английски и на български език на американския писател на фентъзи Робърт Джордан.

## Серии

### Колелото на времето (TheWheel of Time)
- New Spring (2004) – повест, предистория
Нова пролет, изд. ИК „Бард“, София (2004), прев. Валерий Русинов, ISBN 9545855320

1. The Eye of the World (1990) – роман
Окото на Света, изд. „Бард“ София (1998), прев. Валерий Русинов, ISBN 954585216X;[2] изд. „Бард“ София (2019), прев. Валерий Русинов, ISBN 9789545852169
2. The Great Hunt (1990) – роман
Великият лов, изд. „Бард“ (1999), прев. Валерий Русинов;[3] изд. „Бард“ (2019), прев. Валерий Русинов, ISBN 9789545852176
3. The Dragon Reborn (1991) – роман
Прероденият Дракон, изд. „Бард“ (1999), прев. Валерий Русинов;[4] изд. „Бард“ (2019), прев. Валерий Русинов, ISBN 9789545852183
4. The Shadow Rising (1992) – роман
Силата на Сянката, изд. „Бард“ (1999), прев. Валерий Русинов.[5]
5. The Fires of Heaven (1993) – роман
Небесният огън, изд. „Бард“ (1999), прев. Валерий Русинов, ISBN 9545850051[6]
6. Lord of Chaos (1994) – роман
Господарят на хаоса, изд. „Бард“ (1999), прев. Валерий Русинов, ISBN 9545850345[7]
7. A Crown of Swords (1996) – роман
Корона от мечове, изд. „Бард“ (2000), прев. Валерий Русинов, ISBN 9545850639[8]
8. The Path of Daggers (1998) – роман
Пътят на кинжала, изд. „Бард“ (2000), прев. Валерий Русинов, ISBN 9545850868[9]
9. Winter's Heart (2000) – роман
Сърцето на зимата, изд. „Бард“ (2001), прев. Валерий Русинов, ISBN 9545851910[10]
10. Crossroads of Twilight (2003) – роман
Кръстопътища по здрач, изд. „Бард“ (2003), прев. Валерий Русинов, ISBN 9545854359[11]
11. Knife of Dreams (2005) – роман
Нож от блянове, изд. „Бард“ София (2006), прев. Валерий Русинов, ISBN 9789545840555[12]
12. The Gathering Storm (2007) – роман, завършен от Брандън Сандерсън
Буря се надига, изд. „Бард“ (2010), прев. Валерий Русинов, ISBN 9546551085[13]
13. Towers of Midnight (2010) – роман, завършен от Брандън Сандерсън
Среднощни кули, изд. „Бард“ (2011), прев. Валерий Русинов, ISBN 9546552181[14]
14. A Memory of Light (2013) – роман, завършен от Брандън Сандерсън
Спомен за Светлина, изд. „Бард“ (2013), прев. Валерий Русинов, ISBN 9546554000

#### Произведения в света на „Колелото на времето“
- The World of Robert Jordan's The Wheel of Time (1997) – справочник, с Тереза Патерсън
- The Strike at Shayol Ghul (1996) – онлайн разказ,[15] впоследствие в The World of Robert Jordan's The Wheel of Time
- New Spring (1998) – повест, в антология Legends
„Колелото на времето: Нова пролет“, в антология „Легенди“ (съст. Робърт Силвърбърг), изд. „Бард“ (2000)
- Snow: The Prologue to Winter's Heart (2000) – новела (пролог към „Сърцето на зимата“) с ексклузивно обръщение към читателите
- From the Two Rivers: Part One of The Eye of the World (2002) – роман, насочен към по-младите читатели (част 1 на „Окото на света“ и допълнителен пролог със заглавие Raven)
- The Eye of the World, Part Two: To the Blight (2002) – роман, насочен към по-младите читатели (част 2 на „Окото на света“)
- Earlier: Ravens (2002) – разказ, във From the Two Rivers: Part One of The Eye of the World
- Glimmers: Prologue to Crossroads of Twilight (2002) – пролог към „Кръстопътища от здрач“ с бонус материали (ел. книга)
- New Spring: The Novel (2004) – роман
- The Great Hunt, Part One: The Hunt Begins (2004) – роман, насочен към по-младите читатели (част 1 на „Великият лов“)
- The Great Hunt, Part Two: New Threads in the Pattern (2004) – роман, насочен към по-младите читатели (част 2 на „Великият лов“)
- By Grace and Banners Fallen: Prologue to A Memory of Light (2012) – ел. книга (откъс)
- River of Souls (2013) – разказ, с Брандън Сандерсън, в антология Unfettered: Tales by Masters of Fantasy
- The Wheel of Time Companion (2015) – справочник, с Хариет Макдугал, Алан Романчук и Мария Саймънс
- A Fire Within the Ways (2019) – повест, с Брандън Сандерсън, в антология Unfettered III: New Tales by Masters of Fantasy

Компилации
- The Wheel of Time (Boxed Set #1) (1993) – компилация от части 1 – 3
- The Wheel of Time (Boxed Set #2) (1997) – компилация от части 4 – 6
- The Wheel of Time Box Set (1997) – компилация от част 1 и 2
- The Wheel of Time (Boxed Set #3) (2002) – компилация от части 7 – 9
- The Wheel of Time (Boxed Set #4) (2011) – компилация от части 10 – 12
- The Wheel of Time: Books 1 – 4 (2016) – компилация от части 1 – 4

### Конан (Conan) – междуавторски цикъл
- Conan the Invincible (1982) – роман 
Конан непобедимия, изд. „Бард“ (1995), прев. Здравка Ефтимова
- Conan the Defender (1982) – роман 
Конан – защитника на трона, изд. „Бард“ (1996), прев. Здравка Ефтимова
- Conan the Triumphant (1983) – роман
- Conan the Unconquered (1983) – роман
- Conan the Destroyer (1984) – роман 
Конан разрушителя, изд. „Бард“ (1995), прев. Георги Стоянов
- Conan the Magnificent (1984) – роман 
Конан великолепния, изд. „Бард“ (1996), прев. Георги Стоянов
- Conan the Victorious (1984) – роман

Компилации
- The New Adventures of Conan (1984) – компилация от Conan the Destroyer, Conan the Magnificent, Conan the Defender и Conan the Unconquered
- A Conan Chronology (1987), в романа „Conan the Champion“ (автор: Джон Мадокс Робъртс)
- The Conan Chronicles (1995) – компилация от Conan the Invincible, Conan the Defender и Conan the Unconquered
- The Conan Chronicles 2 (1997) – компилация от Conan the Magnificent, Conan the Triumphant и Conan the Destroyer
- The Further Chronicles of Conan (1999) – компилация от Conan the Magnificent, Conan the Triumphant и Conan the Victorious

### Фалон (Fallon) – като Рийган О'Нийл
1. The Fallon Blood (1980) – роман
2. The Fallon Pride (1981) – роман
3. The Fallon Legacy (1982) – роман

## Самостоятелни художествени произведения
- Cheyenne Raiders (1982) – роман, под псевдонима Джаксън О'Райли
- Warrior of the Altaii (2019) – първият роман на Джордан

## Документалистика
- Letter (2002), в сп. Locus (бр. 500)
- Glossary (2006), в Knife of Dreams
- Mike (2006), в сп. Locus (бр. 550/ ноември 2006)

## Графични произведения

### Серия „Окото на света: Графичен роман“ (Eye of the World: The Graphic Novel)
изд. „Dynamite Entertainment“, адаптация Чък Диксън
- Eye of the World: The Graphic Novel, Volume One, 2011
- Eye of the World: The Graphic Novel, Volume Two, 2012
- Eye of the World: The Graphic Novel, Volume Three, 2013
- Eye of the World: The Graphic Novel, Volume Four, 2013
- Eye of the World: The Graphic Novel, Volume Five, 2014
- Eye of the World: The Graphic Novel, Volume Six, 2016